# NAONのYAON
NAONのYAON（ナオンのヤオン）は女性ミュージシャンのみによる日本のロック・フェスティバル。

## 概要
SHOW-YAの提唱により企画・実現され、日比谷野外音楽堂（大音楽堂）で開催されている。タイトルは“女”の“野音”（野外音楽堂）に由来する。基本的には女性ミュージシャンのみの出演になるが、回によっては寺田と親交のある女子プロレスラーや女性お笑い芸人の出演もある。

## 来歴

### 1987年 - 1991年
SHOW-YAのボーカリスト、寺田恵子が、1987年当時に担当していたラジオ番組『寺田恵子のオールナイトニッポン』での、THE ALFEEが東京のベイエリアにおいて観客10万人規模のコンサートを開催するという話を聞いたことに対し、「悔しくて、負けたくない」と思い「うち等で、女性だけでコンサートをやりたい」といった発言がきっかけとなって構想が膨らんで企画され、1987年9月20日に第1回が日比谷野外音楽堂で開催された。出演者のみならず制作スタッフまで女性限定で揃えるこだわりようだった。以降、1991年まで毎年秋に行われるのが通例となった。
寺田には「野音というとロックの聖地であり、人に何かを伝えるためにぴったりの場所。みんなで時代を築き上げるならここだと思ったんです」と、会場となった日比谷野音に対する強い思いがあったという。
また、寺田は日比谷野音について「都心の公園の中にある野音は、ステージも客席にも屋根がないため、どうしても天候に左右されてしまいますが、そこがホールとの違いですね。天気がよければ、お客さんみんなの顔がはっきり見えるし、流れる雲を見ながら演奏する瞬間は格別で、気持ちよく演奏できます。ただ……私が出るときはなぜか天候不良のときが多いのですが（笑い）。雨が降るとお客さんとの不思議な一体感が生まれるんですよ。あれは野外ステージならではですね。とはいえ、雨が降ると楽器が傷んだりトラブルも起きやすいので、1か月前から天気予報を細かくチェックして、私は毎朝神社に行って『晴れますように』とお参りします。お客さんはお金を出して見にきてくれる以上、雨でも最高のステージにしないといけないですからね。そのためにも全力で頑張る。それもいい思い出です」と振り返っている。
この時期の出演者には寺田が深く敬愛したカルメン・マキや同じ女性メンバーのみによるロックバンドとして親交のあったプリンセス プリンセスなどの著名な女性ミュージシャンがいる。特にプリンセス プリンセスは毎回オープニング・アクトを務めるなどこのフェスティバルの中心的な存在だった。
これについて、寺田は「当時、女性バンドといえばプリンセス プリンセスとSHOW-YAくらいだったんです。プリプリは出演を快諾してくれましたが、フェスというからにはいろんな人に出てもらいたいと思って、歌番組で一緒になった人や、ちょっとでもロックっぽいスピリット（魂）を持っている人に片っ端から声をかけました。」と述べている。その上で、「ちょうど、1980年代はアン・ルイスさんがロック歌謡を世に広めていた時代。アイドル歌手もロックっぽいファッションをしていたんです。それで、革ジャンっぽい服装で歌っていた石川秀美ちゃんや私が尊敬するカルメン・マキさんにも出てもらって、うれしかったですし、そのほか、歌手ではないですけど、ロックっぽいっていう理由から美保純さんにも出ていただきました」とも話している。
寺田はプリンセス プリンセスとSHOW-YAの共演について「多くのメディアがこの2つのバンドを比較して、番組や誌面で取り上げてくれたお陰で話題性は充分でした。実は私たちはとても仲がよく、いろんなところに遊びに行ったり、飲みに行ったりして親交を深めつつ、切磋琢磨していたんです。特にプリプリは女性バンドの地位をグンと上げてくれましたからね。『NAONのYAON』の成功からは、レコード会社もいろんな女性バンドと契約するようになり、テレビ番組で人気を博したPINK SAPPHIREや関西出身の4人組TWIGGYなど続々と活躍するようになりました」とも述べている。
しかし、1991年に寺田はSHOW-YAを脱退し、それに、SHOW-YAが新しいボーカルを迎えると共に、アメリカに進出したため、このイベントも休止されることになった。これについて、寺田は「脱退したのは体がキツくて限界を感じたからです。」と述べている。

#### 出演者
1987年（9月20日）
| - SHOW-YA - プリンセス プリンセス - カルメン・マキ - 石川秀美 - 美保純 | - CHIE（千年COMETSのギタリスト） - チャーミー・グリーン - ブラック・ムーン - さくらさくら |

1988年（9月11日）
| - SHOW-YA - プリンセス プリンセス - MINAKO with WILD CATS（本田美奈子を中心に結成された女性のみによるロックバンド） - アン・ルイス - NOKKO（レベッカのボーカリスト） - シーナ（シーナ&ザ・ロケッツのボーカリスト） - VELVET PΛW - イリア（ジューシィ・フルーツのボーカリスト） | - YOU - Chie（バビロン大王） - 藤原かずみ（The Reds） - ダンプ松本 - 大森ゆかり - 斉藤さおり - KAYOKO |

1989年（9月17日）
| - SHOW-YA - プリンセス プリンセス - NOKKO（レベッカ） - TWIGGY - REG-WINK - VELVET PΛW - Jaco:neco | - 兵藤ゆき - 杏子（BARBEE BOYSのボーカリスト） - Chie（バビロン大王） - 岩下千絵（NightHawks） - つちやかおり - KAYOKO - 小川みゆき |

1990年（9月15日、9月16日）
| - SHOW-YA - アン・ルイス - 坪倉唯子 - 白井貴子 - Chie（バビロン大王） - 岩下千絵（NightHawks） - VELVET PΛW - REG-WINK - Jaco:neco - PINK SAPPHIRE - NORMA JEAN - TWIGGY | - Betty Blue（金子美香を中心に結成された女性のみによるロックバンド） - RosyRoxyRoller - 山瀬まみ - ダンプ松本 - 久宝留理子 - さくらさくら - GIL MESSIAH - STORMY BLAZE - さくLaさく - 早瀬七美 - 黒沢律子 |

1991年（9月15日）
| - SHOW-YA - プリンセス プリンセス - VELVET PΛW - REG - さくらさくら - PINK SAPPHIRE - NORMA JEAN - TWIGGY - Jaco:neco | - RosyRoxyRoller - 山本リンダ - Chie（バビロン大王） - 岩下千絵（NightHawks） - shima-chang（すかんちのベーシスト） - 喜屋武マリー - ステファニー - アジャ・コング - バイソン木村 |

### 1999年 番外編
1991年の第5回を最後に一度終止符を打たれた「NAONのYAON」だが、1999年に番外編として一度だけのイベントが開催されている。この時は会場が日比谷野外音楽堂ではなく川崎市のCLUB CITTA'だったため「NAON NO NAON」と題して行われた。出演者はこの時すでにともに解散していたSHOW-YAとプリンセス プリンセスの元メンバーなど、以前のフェスティバルの出演者が中心だった。

### 2008年
そして2008年4月29日に6回目のNAONのYAONが開催された。17年ぶりとなったこのフェスティバルにはSHOW-YAや杏子など以前の出演経験者に加えて相川七瀬、長澤奈央など新たな世代のミュージシャンが参加した。特にプリンセス プリンセスの元メンバー、富田京子、渡辺敦子とZONEの元メンバー、長瀬実夕、舞衣子の4人によるスペシャル・ユニット「ゾンプリ」が結成されたことは大きく報道され注目を集めた。
復活のきっかけとして、寺田は「1995年に阪神・淡路大震災が起きたとき、やっぱり何かをしないといけないと思ってメンバーにバンドの再結成をもちかけたのですが、そのときは断られました。それ以降もずっとメンバーとは密に連絡をとっていて、ようやく2005年に再結成。『NAONのYAON』が再開できたのは2008年でした。このときは、“またここ野音で、みんなで力を合わせて頑張っていこう！”と誓い合いました」と述べている。
また、1988年の第2回に「MINAKO with WILD CATS」として出演した本田美奈子.の遺志を継ぐNPO「LIVE FOR LIFE」もこれに参加して募金活動を行った。寺田は翌年以降の開催にも含みを残している。
出演者
| - SHOW-YA - 杏子 - 相川七瀬 - YU-KI（TRF） - SCANDAL - 長澤奈央 - 長瀬実夕 - MARIA - JILL（PERSONZ） - 富田京子 - 渡辺敦子 - 国府弘子 | - 安達久美 - EITA（時空海賊SEVEN SEAS） - 小林香織 - SATOKO（FUZZY CONTROL） - 力石理江 - DRM - 長井ちえ（e-ha?） - やまだなおこ（e-ha?） - THE PINK☆PANDA - まちゃまちゃ - mammySino |

### 2013年
日比谷野外大音楽堂の90周年事業と連動し5年ぶりに復活。4月29日に開催された。
出演者
| - SHOW-YA - 杏子 - 相川七瀬 - 中川翔子 - 土屋アンナ - SCANDAL - 平野綾 - シシド・カフカ - LoVendoЯ - Cyntia - DESTROSE - 矢沢洋子 - 石田ミホコ | - 富田京子 - 渡辺敦子 - 安達久美 - 小林香織 - Chiiko、Yuki（D_Drive） - はたけやま裕 - Megu（Zwei） - 星屑スキャット - 力石理江 - TOMO-ZO (Gacharic Spin) シークレット - 夏木マリ - 神取忍 |

### 2014年
2013年と同じ4月29日に日比谷野外大音楽堂で開催された。
またこのライブ模様は5月18日にNHK・BSプレミアムで午後11時から放送される。
出演者
| - SHOW-YA - 森高千里 - 相川七瀬 - 中川翔子 - 杏子 - 土屋アンナ - シシド・カフカ - FLiP - LoVendoЯ - Cyntia - Gacharic Spin - 黒木渚 - 中ノ森文子 - 矢沢洋子 - Drop's - Zwei - 稚菜 | - 渡辺敦子（PRINCESS PRINCESS） - 富田京子（PRINCESS PRINCESS） - 小林香織 - 力石理江 - はたけやま裕 - Yuki（D_Drive） - Chiiko（D_Drive） - 末延麻裕子 - Ah-ran Kim - 加藤ミリヤ - 菅原潤子 - 古屋ひろこ - 枡家小雪 シークレット - 八代亜紀 - 星屑スキャット その他 - ミッツ・マングローブ |

### 2015年
初の年2回開催となる。1回目は前年と同じく4月29日開催。8月23日開催の2回目は『NAONのYAON 2015～SUMMER～』というタイトルで行われ、この日はNAONのYAON10回目を記念した曲『Rock Love』（作詞：秋元康）が発表された。
出演者（4月29日）
| - SHOW-YA - 杏子 - 相川七瀬 - 山下久美子 - YU-KI（TRF） - 田村直美 - 中村あゆみ - 土屋アンナ - 平野綾 - シシド・カフカ - 仮面女子 - PINK SAPPHIRE - FLiP - Gacharic Spin - PIGGY BANKS（矢沢洋子バンド） | - 渡辺敦子 - 富田京子 - はたけやま裕 - GRACE - 安達久美 - Megu（Zwei） - Yuki（D_Drive） - Chiiko（D_Drive） - 末延麻裕子 - 才恵加 - SAKI（Mary's Blood） - 力石理江 - AYANO（Cyntia） - 古屋ひろこ - 枡家小雪 - 未唯mie - 神取忍 |

出演者（8月23日）
| - SHOW-YA - 杏子 - 相川七瀬 - 中村あゆみ - 八神純子 - 渡瀬マキ（LINDBERG） - JILL（PERSONZ） - 中川翔子 - GO-BANG'S - Silent Siren - Gacharic Spin - Mary's Blood - Chelsy | - 渡辺敦子 - 富田京子 - SATOKO（FUZZY CONTROL） - YUI（Cyntia） - AYANO（Cyntia） - 魚住有希（LoVendoЯ） - 宮澤茉凜（LoVendoЯ） - 小林香織 - 山田直子 - 安達久美 - ERY - 石田ミホコ - 稚菜 - 神取忍 |

### 2016年
2016年6月12日(日)に行われた。
出演者
| - SHOW-YA - 水谷千重子 - 岡本真夜 - 杏子 - 相川七瀬 - 中村あゆみ - 田村直美 - 渡辺敦子（ex.PRINCESS PRINCESS） - 富田京子（ex.PRINCESS PRINCESS） - Charisma.com - Gacharic Spin - Cyntia - Mary’s Blood - BAND-MAID - Zwei | - 稚菜 - モリユイ（しなまゆ） - 石田ミホコ - 安達久美（club PANGAEA） - 山田直子 - GRACE - はたけやま裕 - 末延麻裕子 オープニングアクト - ザ・ヒーナキャット [インディーズ部門グランプリ] - 初舞 [軽音部門グランプリ] - THE LEAPS [インディーズ特別枠] - Hysteric Lolita [インディーズ特別枠] - LOL [軽音部門特別枠] |

### 2017年
今回で通算12回目。初開催から30周年。4月29日の開催は2015年以来2年ぶりとなる。
また、女性ギタリストが集結し演奏する「WORLD GUITAR GIRLS COLLECTION (WGGC)」も初開催となる。
出演者
| - SHOW-YA - はるな愛 - 荻野目洋子 - 小比類巻かほる - 久宝留理子 - 相川七瀬 - 夢みるアドレセンス - 渡辺敦子（ex.PRINCESS PRINCESS） - 富田京子（ex.PRINCESS PRINCESS） - SILENT SIREN - Gacharic Spin - Mary’s Blood - CYNTIA - Chelsy | - ЯeaL - Li-sa-X - 中野ミホ（Drop’s） - NANA（Lily’s Blow） - モリユイ（しなまゆ） - 石田ミホコ - 稚菜 - むらたたむ - さはら オープニングアクト - チロル [インディーズ部門グランプリ] - 佐藤ゆき [軽音部門グランプリ] - ポタリ [インディーズ枠] |

### 2018年
テーマは「80年代アイドル」であり、コラボ曲もそれに則した曲が披露された。
2018年6月10日、歌謡ポップスチャンネルで放送された。番組名「NAONのYAON 2018」（180分）
出演者
| - SHOW-YA - 早見優 - 相田翔子 - 小柳ゆき - 相川七瀬 - 中村あゆみ - 椿鬼奴 - 渡辺敦子（ex.PRINCESS PRINCESS） - 富田京子（ex.PRINCESS PRINCESS） - Gacharic Spin - Mary’s Blood - DOLL＄BOXX - GIRLFRIEND - STARMARIE | - 宮澤茉凜（LoVendoЯ） - 岡田万里奈（LoVendoЯ） - AYANO - AZU（LAZYgunsBRISKY） - むらたたむ - YASHIRO - AYUMI（Astrovery） - HAL-CA（ASTERISM） - 末延麻裕子 - 稚菜 オープニングアクト - fleufleu [インディーズ部門グランプリ] - SEED [軽音部門グランプリ] - もんすてら [敗者復活枠] |

### 2019年
テーマは「平成」であり、平成を代表する曲のメドレーが披露された。
また、北欧からいかだで来たMETALLIC SPINのノーズとLiLiCoが会場を沸かした。
歌謡ポップスチャンネルで一部と二部に分けて放送。
番組名「NAONのYAON 2019　第一部」（90分）2019年6月16日
「NAONのYAON 2019　第二部」（120分）2019年7月14日
出演者
| - SHOW-YA - YU-KI（TRF） - 相川七瀬 - 浅香唯 - 永井真理子 - 島谷ひとみ - 阿佐ヶ谷姉妹 - LiLiCo - 渡辺敦子（ex.PRINCESS PRINCESS） - 富田京子（ex.PRINCESS PRINCESS） - 今野登茂子（ex.PRINCESS PRINCESS） - Mary’s Blood - Gacharic Spin - GIRLFRIEND | - むらたたむ - AYANO - AZU（LAZYgunsBRISKY） - 宮澤茉凜（LoVendoЯ） - YASHIRO - AYUMI（BRIDEAR） - Sakura（HAGANE） - 蛇石マリナ（Mardelas） オープニングアクト - Iolite（厚木高校 軽音楽部） - 佐藤ゆき - 稚菜 - GREED FIVE EGG’S |

### 2020年
2020年4月29日の開催を予定していたが、新型コロナウイルスの感染拡大を受けて延期され、翌2021年4月29日に振替公演が行われることになった。
上記とは別に、同年11月にはスピンオフ企画として「〈NEMOPHILA×Gacharic Spin〉with寺田恵子 ONLINE LIVE」が開催された。

### 2021年
出演者、スタッフ全員が抗原検査・PCR検査を受け、大雨が降る中、初の無観客オンライン配信ライブとして開催された。
出演者
| - SHOW-YA - 葛城ユキ - 小柳ゆき - ファーストサマーウイカ - ザ・コインロッカーズ - 田村直美 - ANNA（中村あゆみ × 相川七瀬） - 渡辺敦子（ex. PRINCESS PRINCESS） | - 富田京子（ex. PRINCESS PRINCESS） - Mary's Blood - NEMOPHILA - Gacharic Spin - Li-sa-X - YAHISRO - 瀬川千鶴 - 力石理江 - GRACE - 山田直子 - 菅原潤子 |

### 2022年
大雨が降る中、有観客ライブとして開催された。
出演者
| - SHOW-YA - 杏子 - 相川七瀬 - 渡辺敦子（ex. PRINCESS PRINCESS） - 富田京子（ex. PRINCESS PRINCESS） - NEMOPHILA - Gacharic Spin - 大黒摩季 - 中村あゆみ | - CHAI - BRIDEAR - YOYOKA - AZU - 瀬川千鶴 - 力石理江 オープニングアクト - HAGANE - さくら”シエル”伊舎堂 - CHERRY GIRLS PROJECT |

### 2023年
出演者
| - SHOW-YA - 千秋 - 松本梨香 - JILL（PERSONZ） - 相川七瀬 - 土屋アンナ - 渡辺敦子（ex.PRINCESS PRINCESS） - 富田京子（ex.PRINCESS PRINCESS） - NEMOPHILA | - Gacharic Spin - Lonesome Blue - PARADOXX - 菅原潤子 - 池尻喜子（池尻家） - ハタイク - AZU - YUI - 大竹美希 |